# Indonéská kuchyně

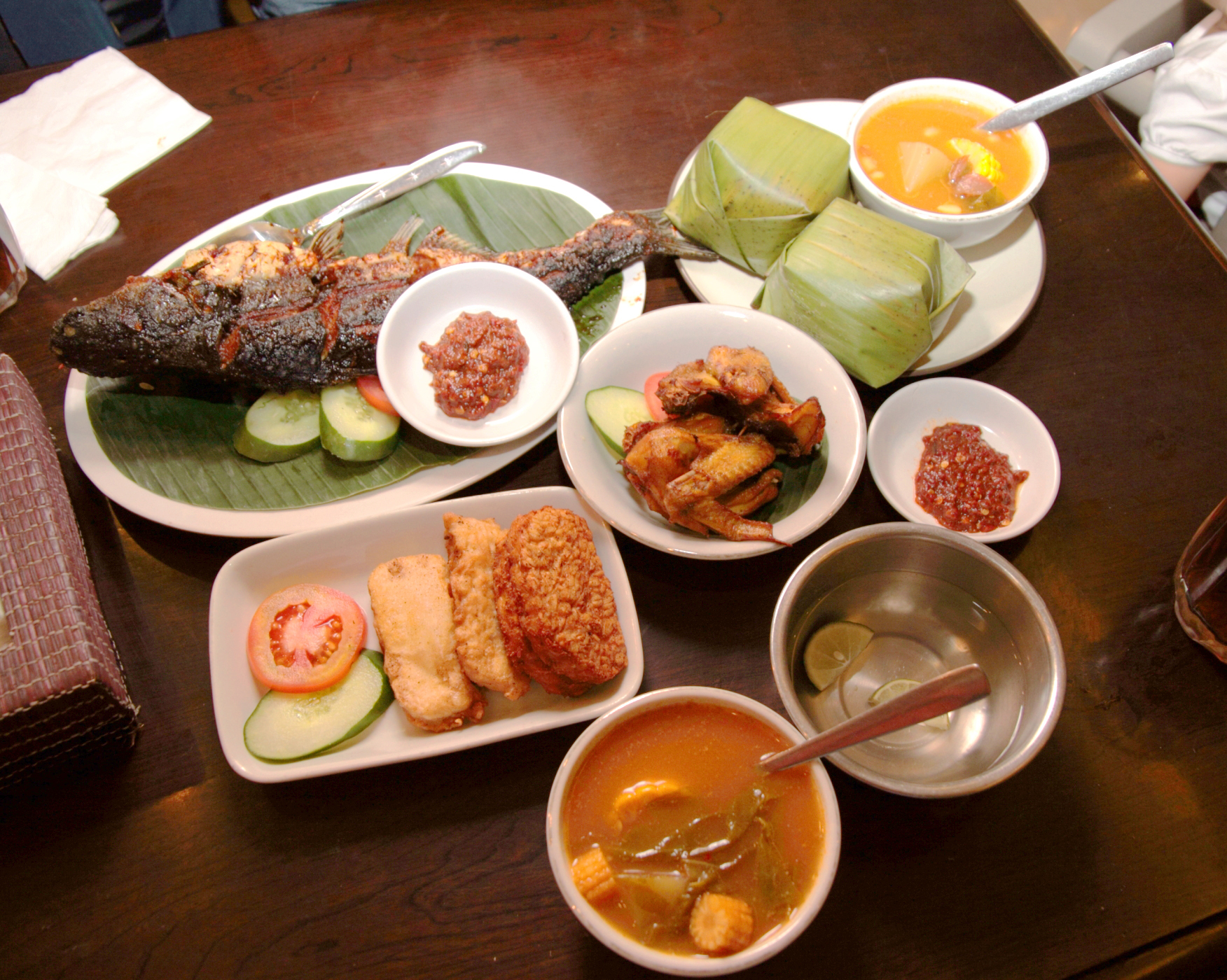
Indonéské jídlo v indonéském hlavním městě Jakarta

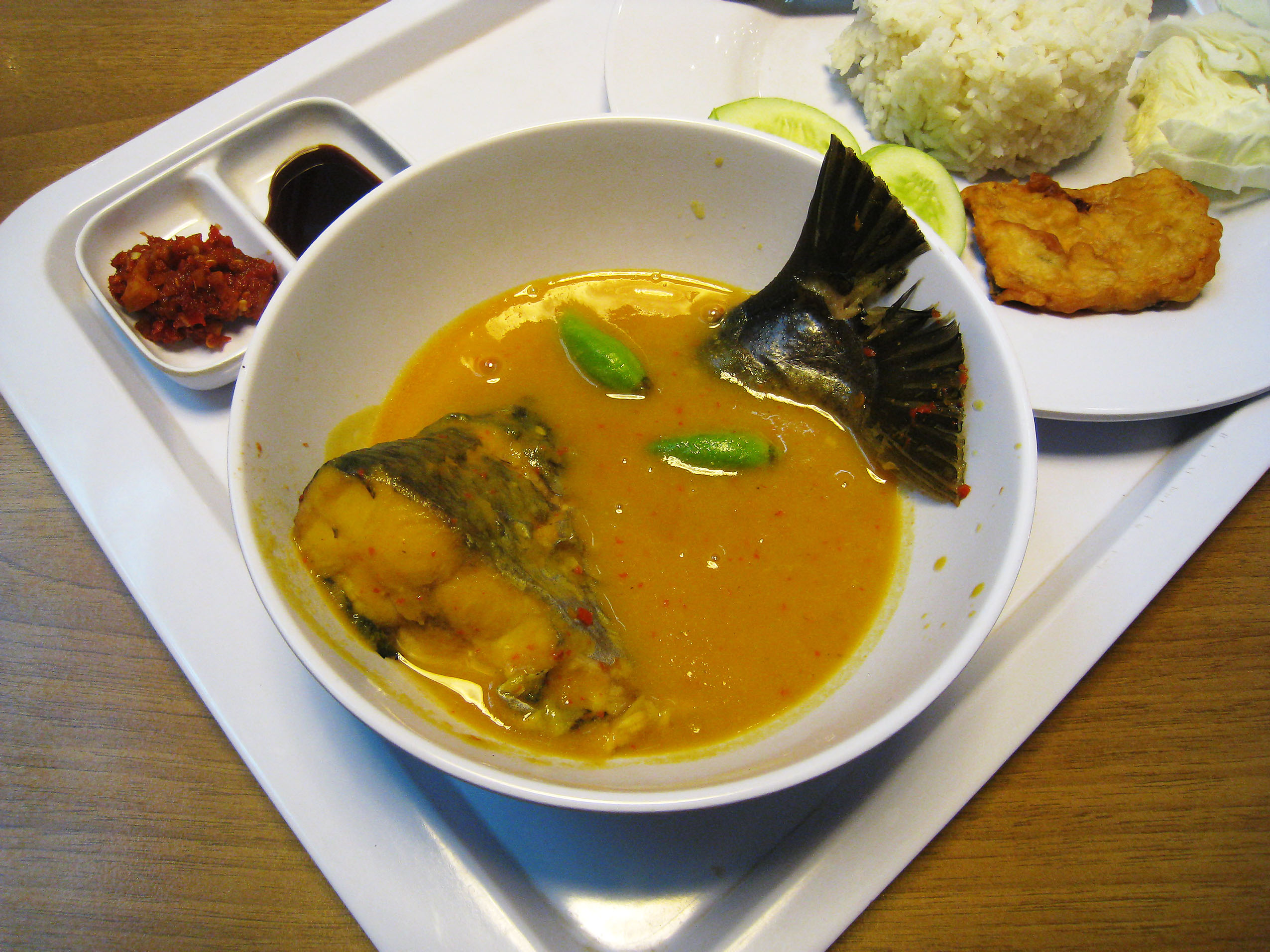
Tradiční indonéské jídlo tempoyak

Indonéská kuchyně je národní kuchyní Indonésie. Je to jedna z nejrozmanitějších národních kuchyní světa, protože v Indonésii žije na 17 508 ostrovech přes 300 různých etnických skupin.
V Indonésii se mísí několik gastronomických vlivů, například kuchyně Sumatry byla ovlivněna indickou kuchyní a kuchyní Středního východu, kuchyně Jávy je převážně tradiční, s malým vlivem čínské kuchyně, zatímco kuchyně východní Indonésii je podobná kuchyni Polynésie a Melanésie. Indonéská kuchyně byla též ovlivněna nizozemskou kuchyní.
Většina indonéských jídel je pikantní, ale indonéské kuchyně pracuje i se základními chutěmi (sladká, slaná, kyselá, hořká). Základním pilířem je pálivá chilli pasta sambal.
Indonéská kuchyně používá sedm základních postupů přípravy jídla: smažení, grilování, pečení, pražení, sauté, vaření a příprava na páře.

## Národní jídla
Nejpopulárnějšími jídly v Indonésii jsou: nasi goreng (smažená rýže s nudlemi a masem), gado-gado (salát ze zeleniny, vajec natvrdo, brambor, tofu, tempehu a lontongu, což je přísada z rýže zabalená v banánovém listu, podávaný s arašídovou omáčkou), saté (grilované kořeněné maso na špejli, rozšířené po celé jihovýchodní Asii) a soto (různé tradiční polévky), nicméně indonéské ministerstvo turismu roku 2014 vyhlásilo národním jídlem tumpeng (kuželovitá miska s rýže se zeleninou a masem). Roku 2018 to ovšem změnilo na 5 národních jídel, kterými jsou: nasi goreng, saté, soto, gado-gado a rendang (kořeněný masový pokrm).

### Fotky národních jídel

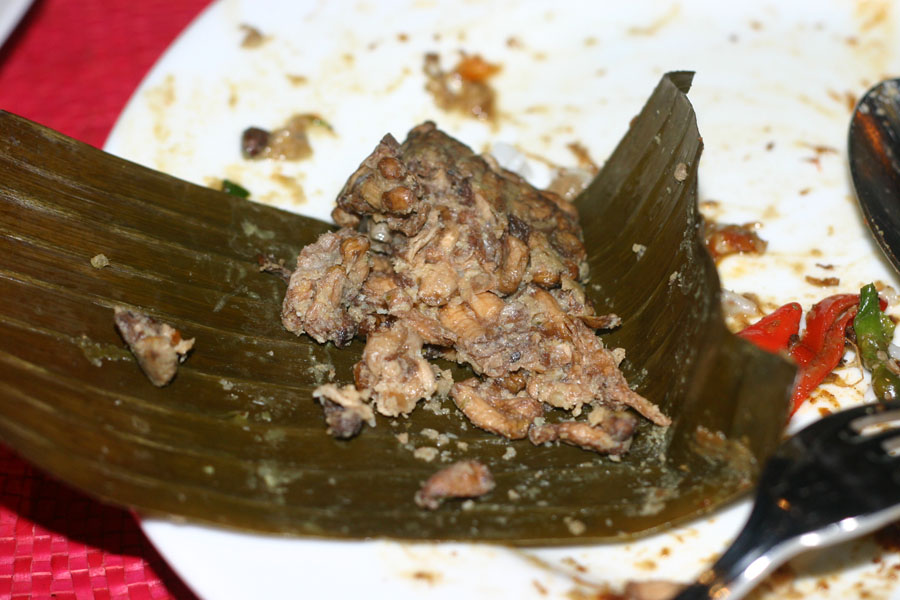
Botok tawon, pokrm se včelími larvami

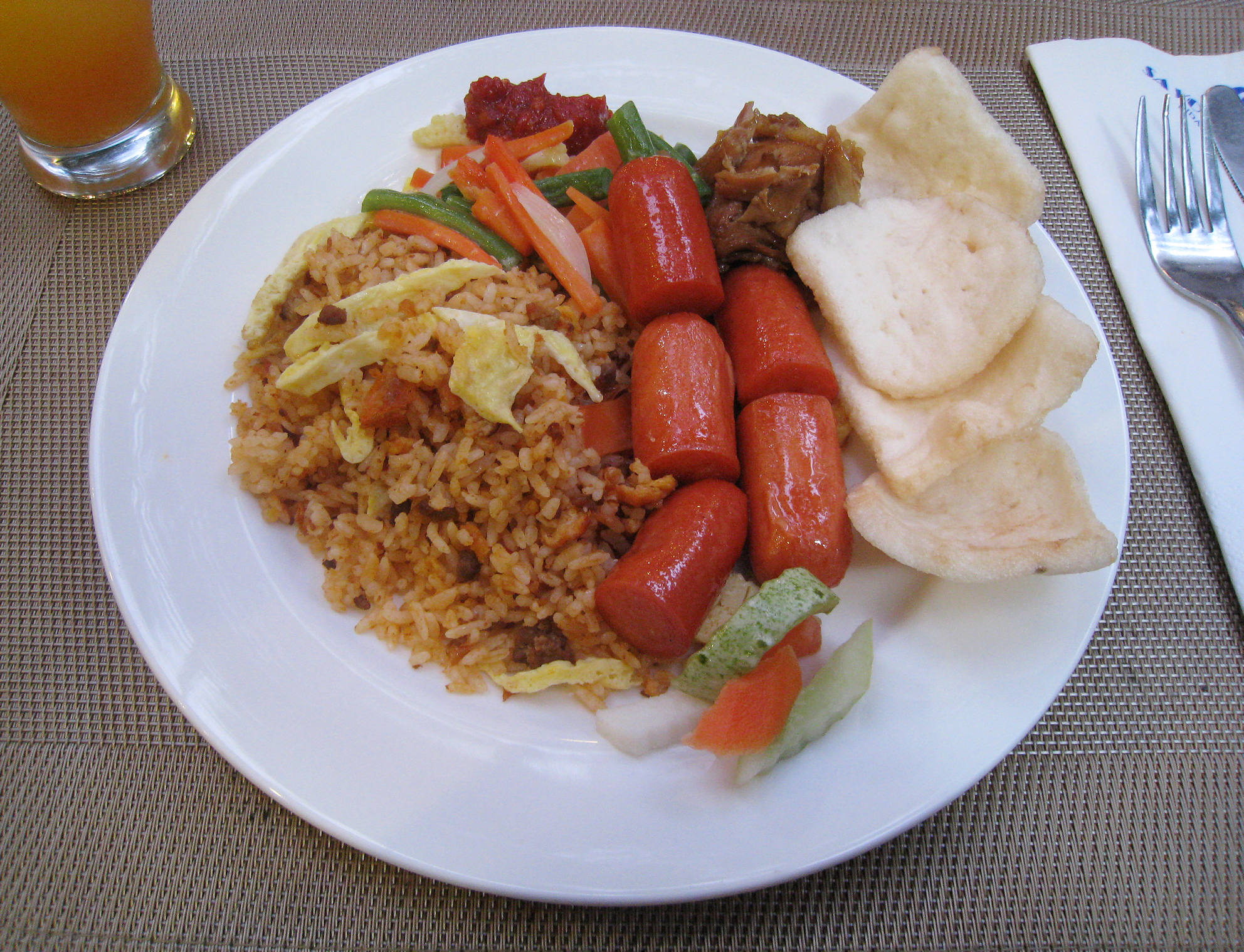
Nasi goreng
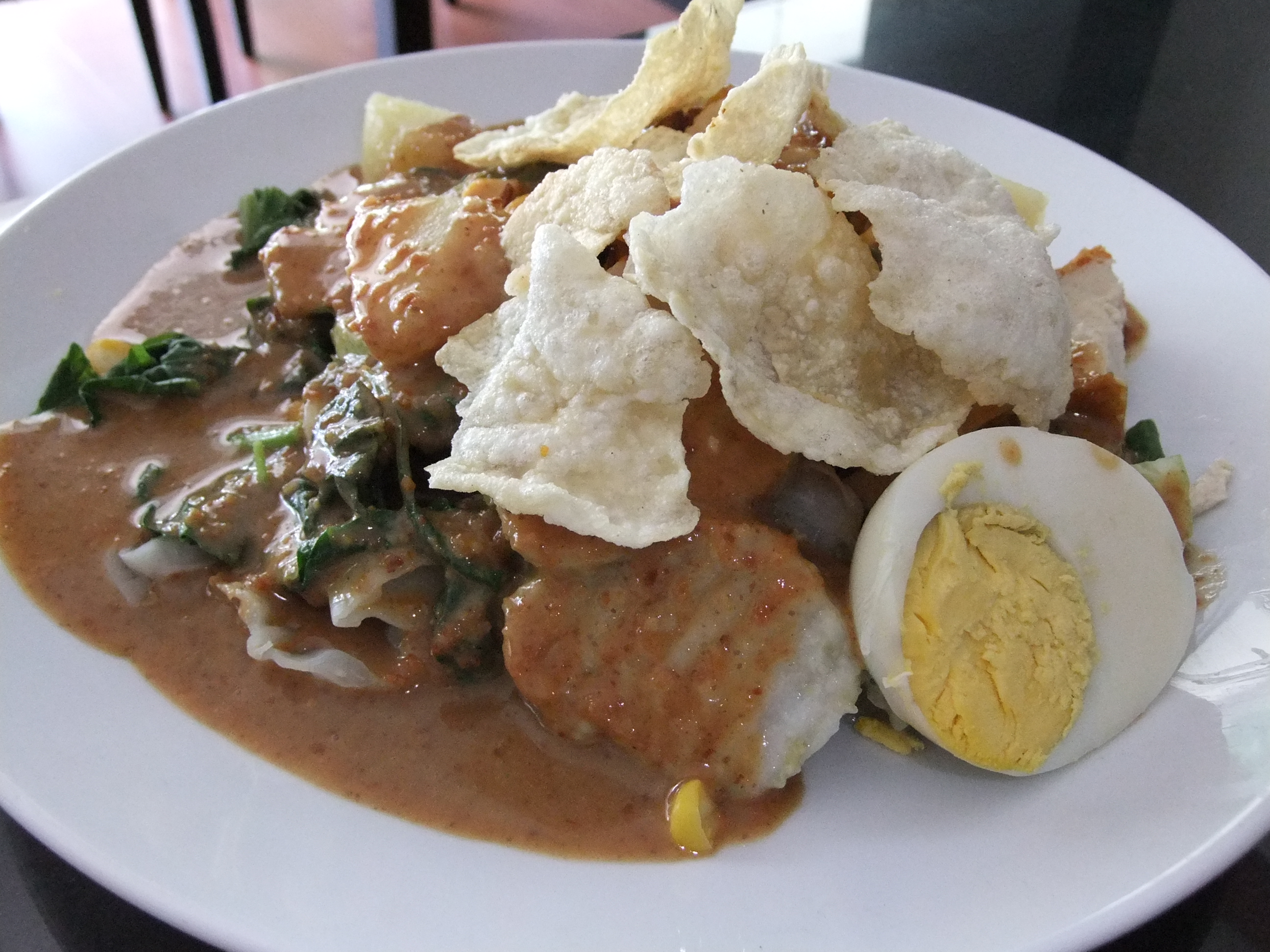
Gado gado
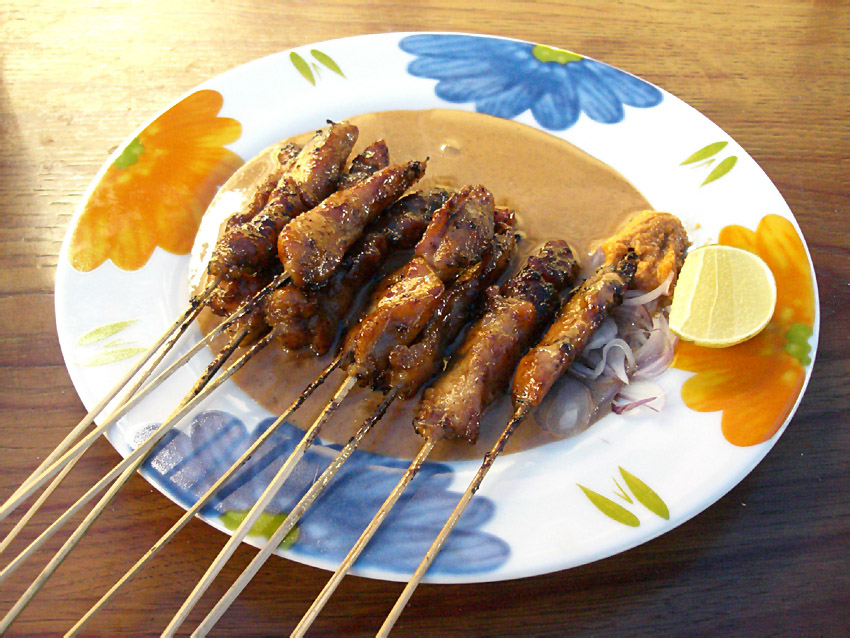
Saté
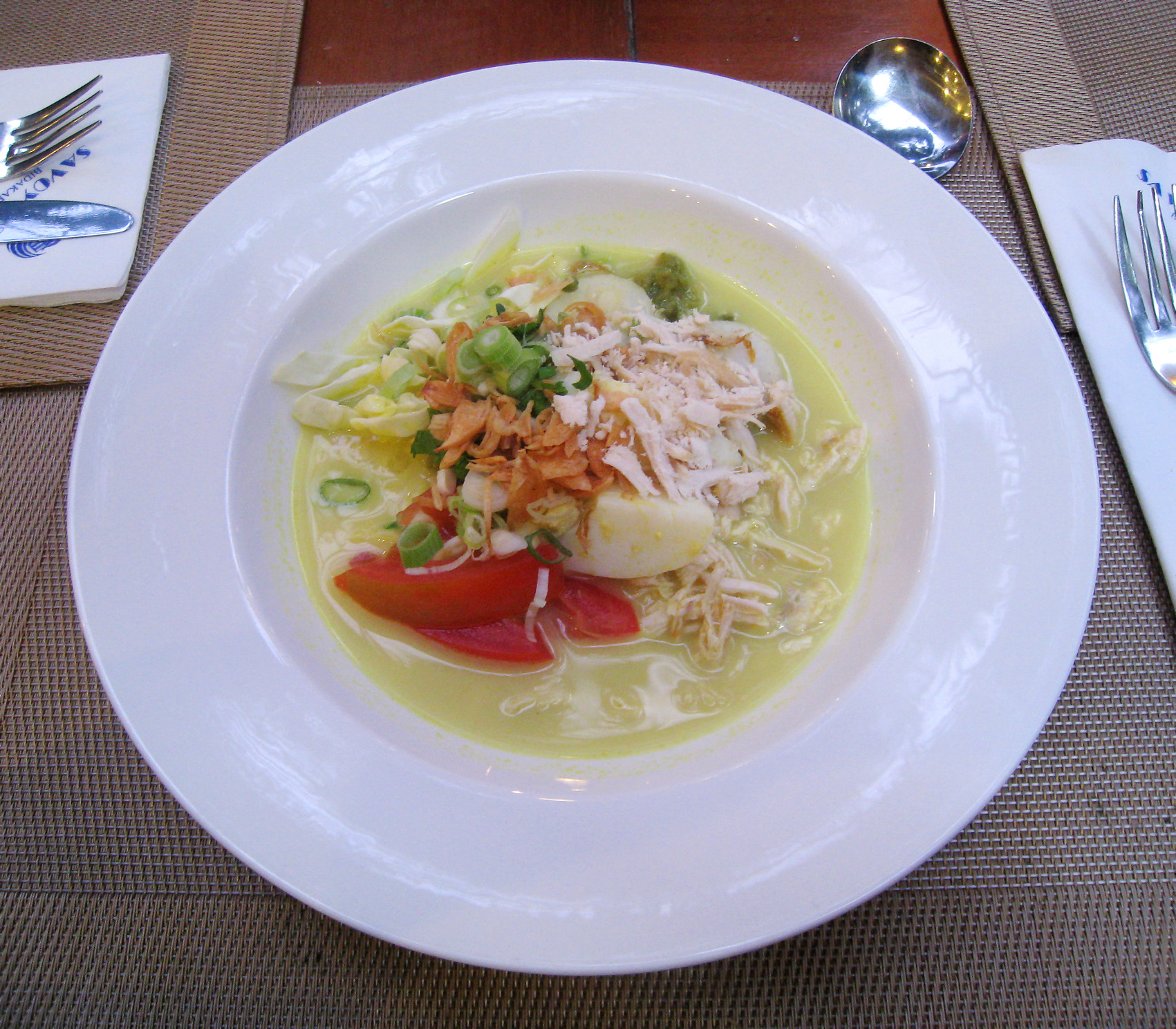
Soto
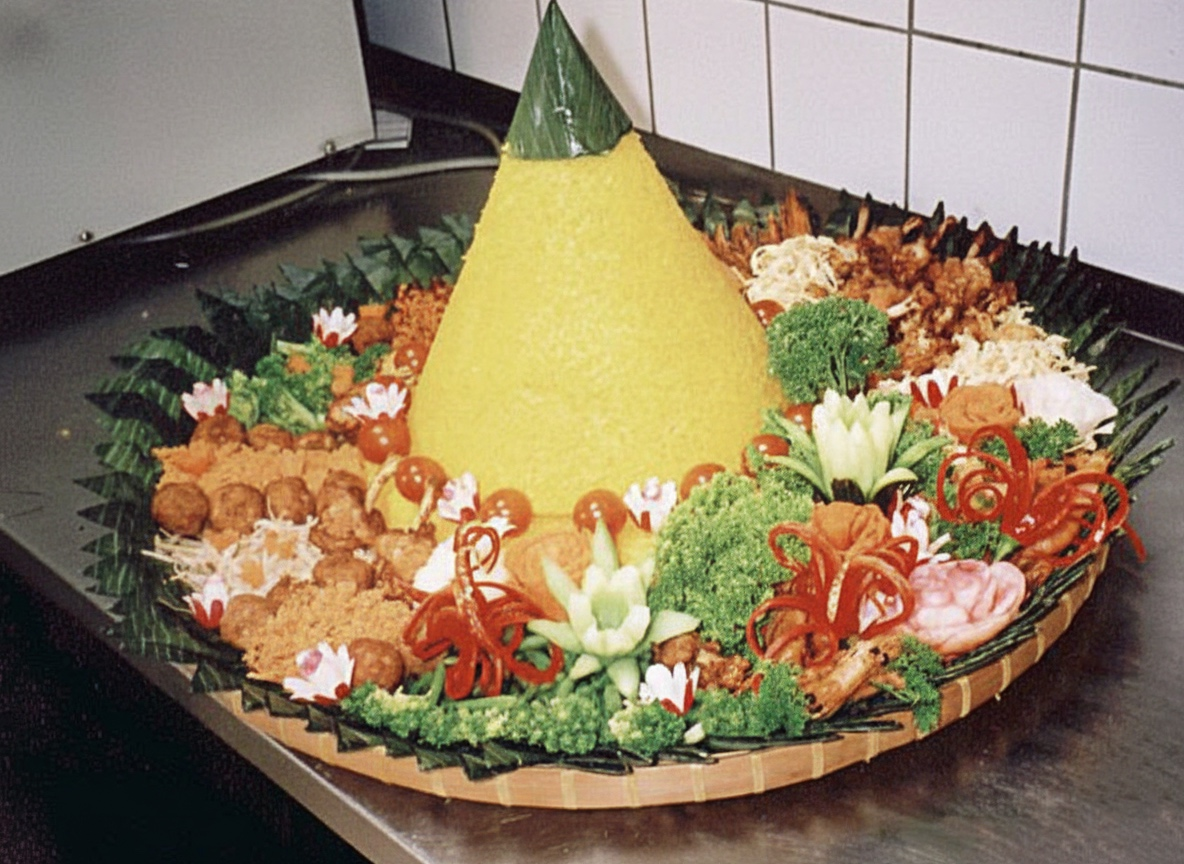
Tumpeng
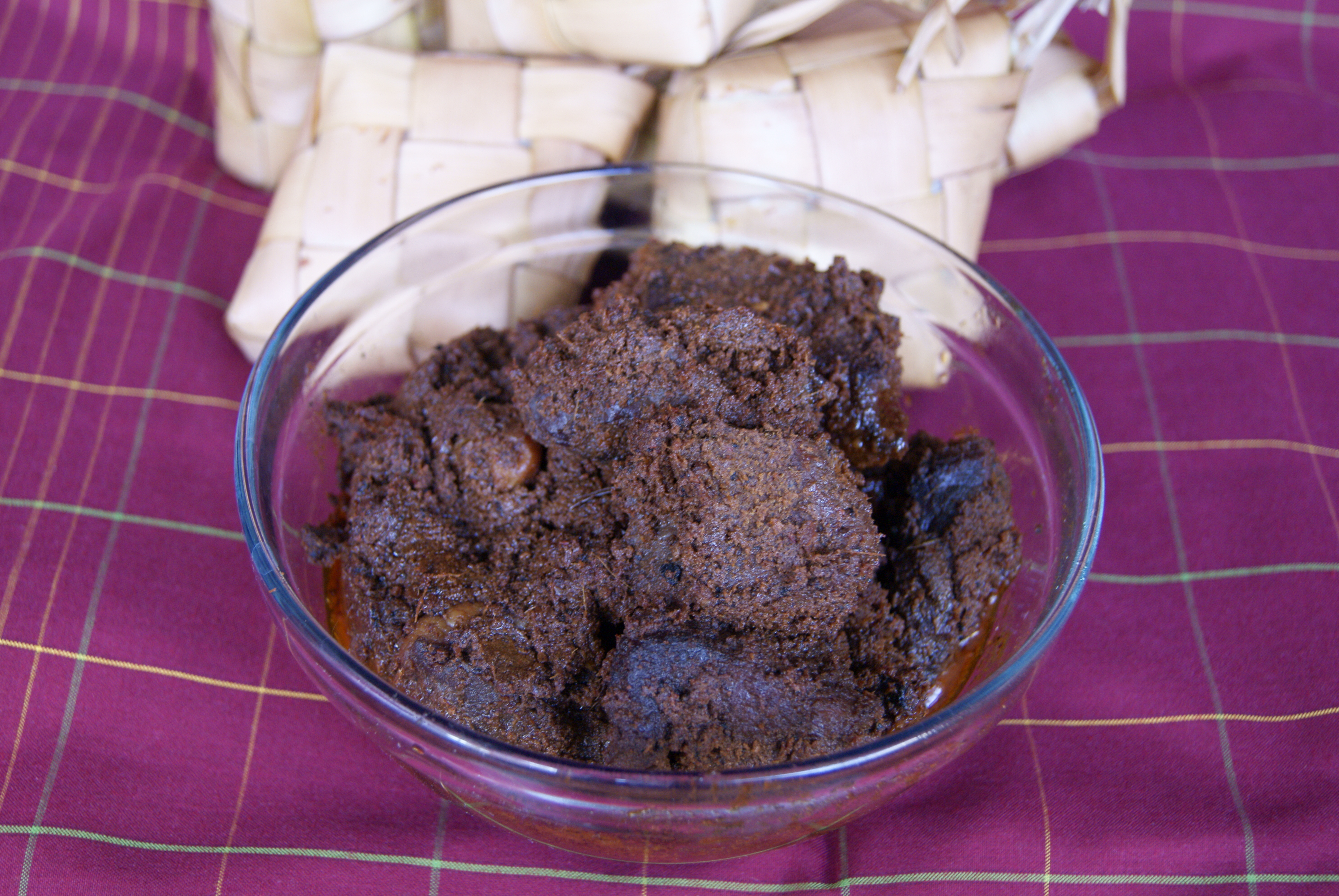
Rendang

## Suroviny
Hojně je používána zelenina, často se používá listová zelenina (např. špenát), ovšem většina druhů listové zeleniny, co se používá není v Česku moc známa (např. kangkung, genjer, liánovec, maniok nebo papája). Hojně se používá česnek, ale i další zelenina. Z masa se nejčastěji používá hovězí, kozí, kuřecí a kachní, naopak málo používané je vepřové maso (z důvodu islámu), nicméně většina nemuslimských národů v Indonésii ho běžně konzumuje. Protože je Indonésie ostrovní stát, hojně se používají také ryby. Dalšími využívanými surovinami jsou rýže, pšenice, plody moře, sojová omáčka nebo kokosové mléko. Konzumují se také některé druhy hmyzu, ale hmyz není v Indonésii tak populární jako v jiných asijských zemích. Jako tuk se používá nejčastěji palmový olej.

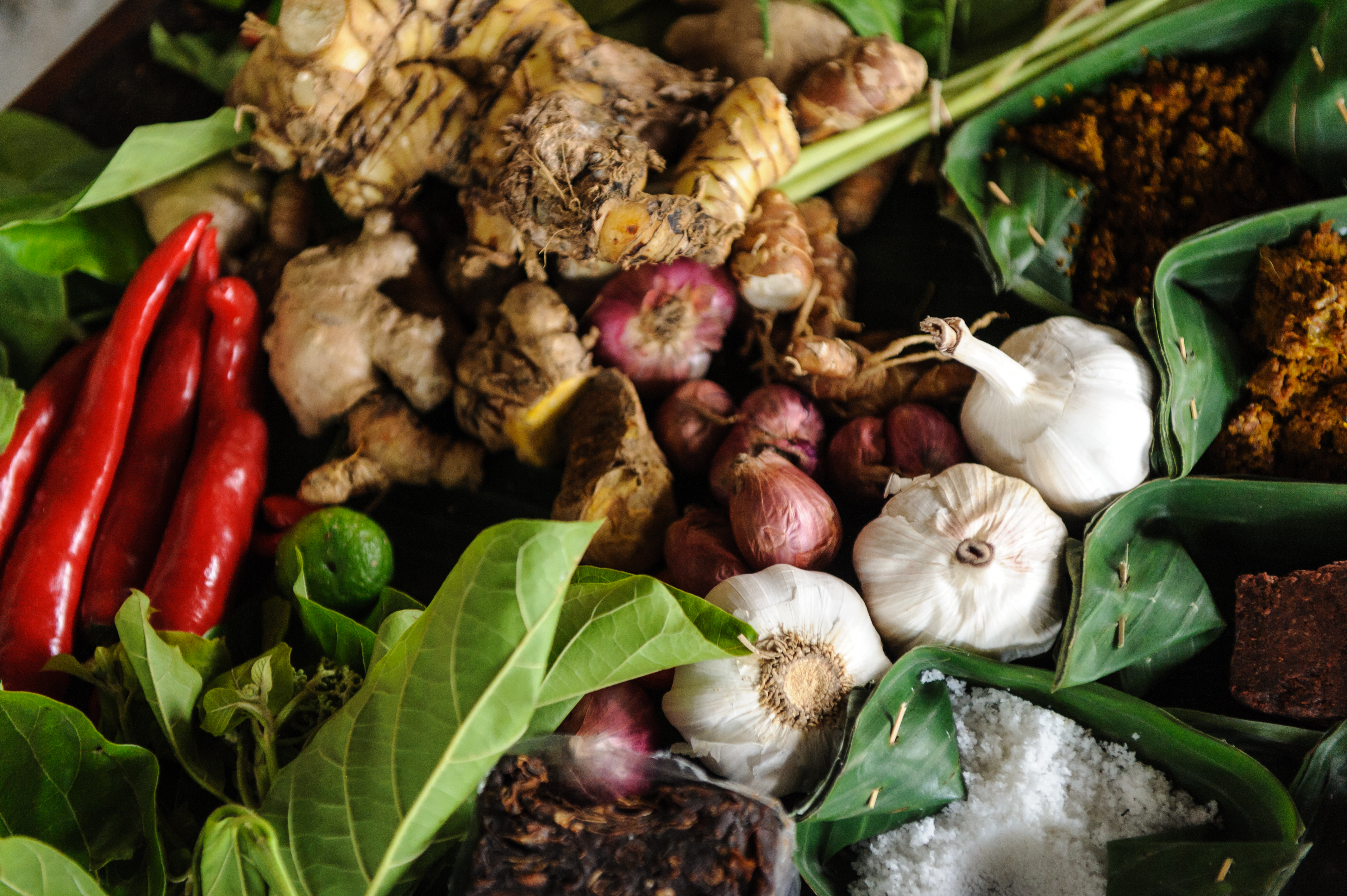
Různá indonéská koření

### Koření
Indonéskému souostroví Moluky se dříve říkalo "Ostrovy koření", a tak není divu, že koření je v Indonésii velice důležité. Nejčastěji se využívají směsi koření zvané bumbu. Mnoho koření pochází z Indonésie, například muškátový oříšek nebo hřebíček. Dále se také používá pepř, kurkuma, citronová tráva, šalotka, skořice, koriandr, tamarind, zázvor a řada dalších.

### Ovoce
V Indonésii roste mnoho druhů tropického ovoce, často se jí syrové, ovšem dělají se z něho také různé šťávy, zákusky nebo saláty (příkladem je ovocný salát rujak). Mezi nejkonzumovanější ovoce patří: mango, mangostan, chlebovník (jackfruit), durian, duku, pomelo, karambola, mombín, banán, avokádo, longan, papája, kvajáva nebo ananas.

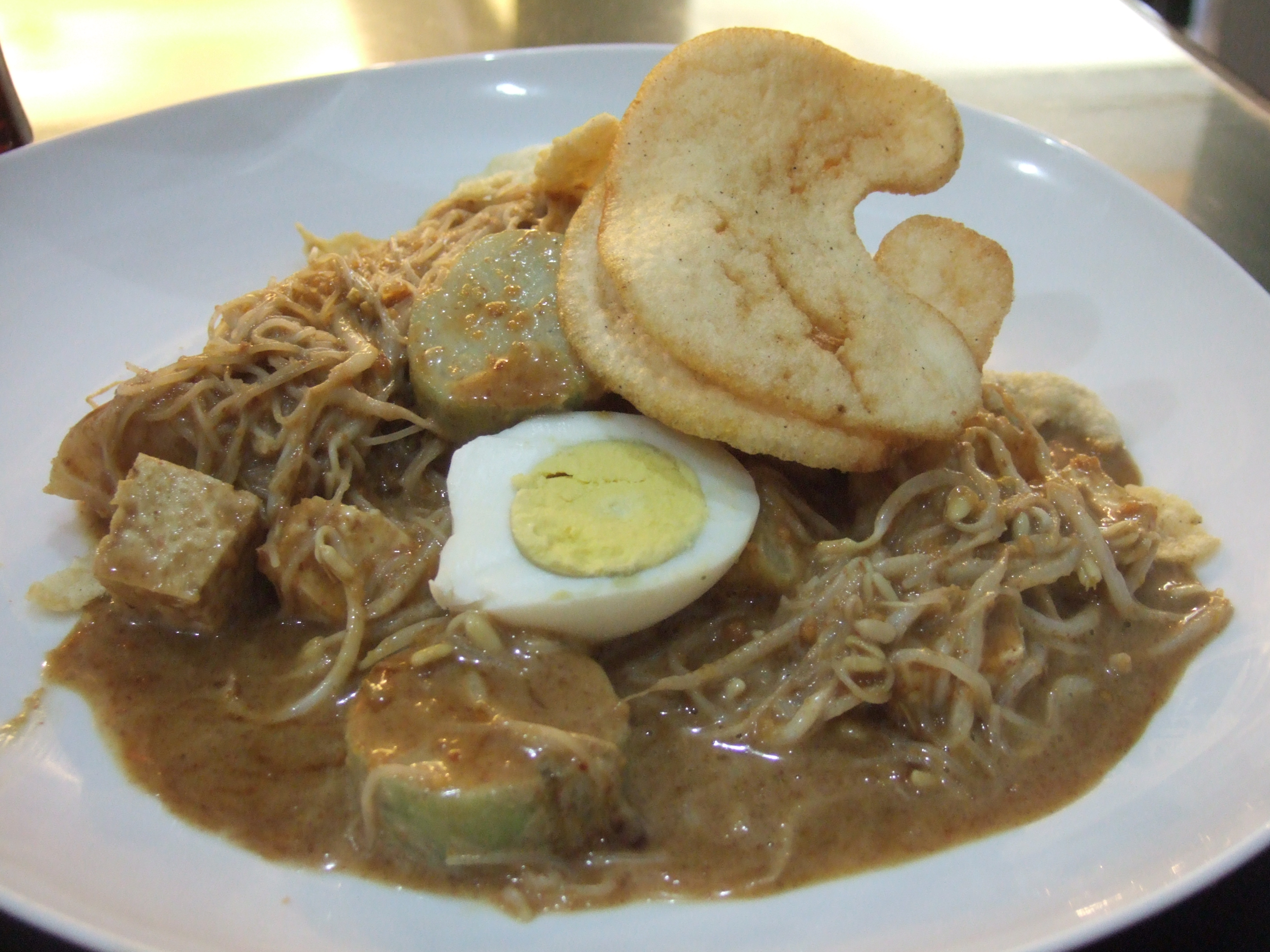
Ketoprak

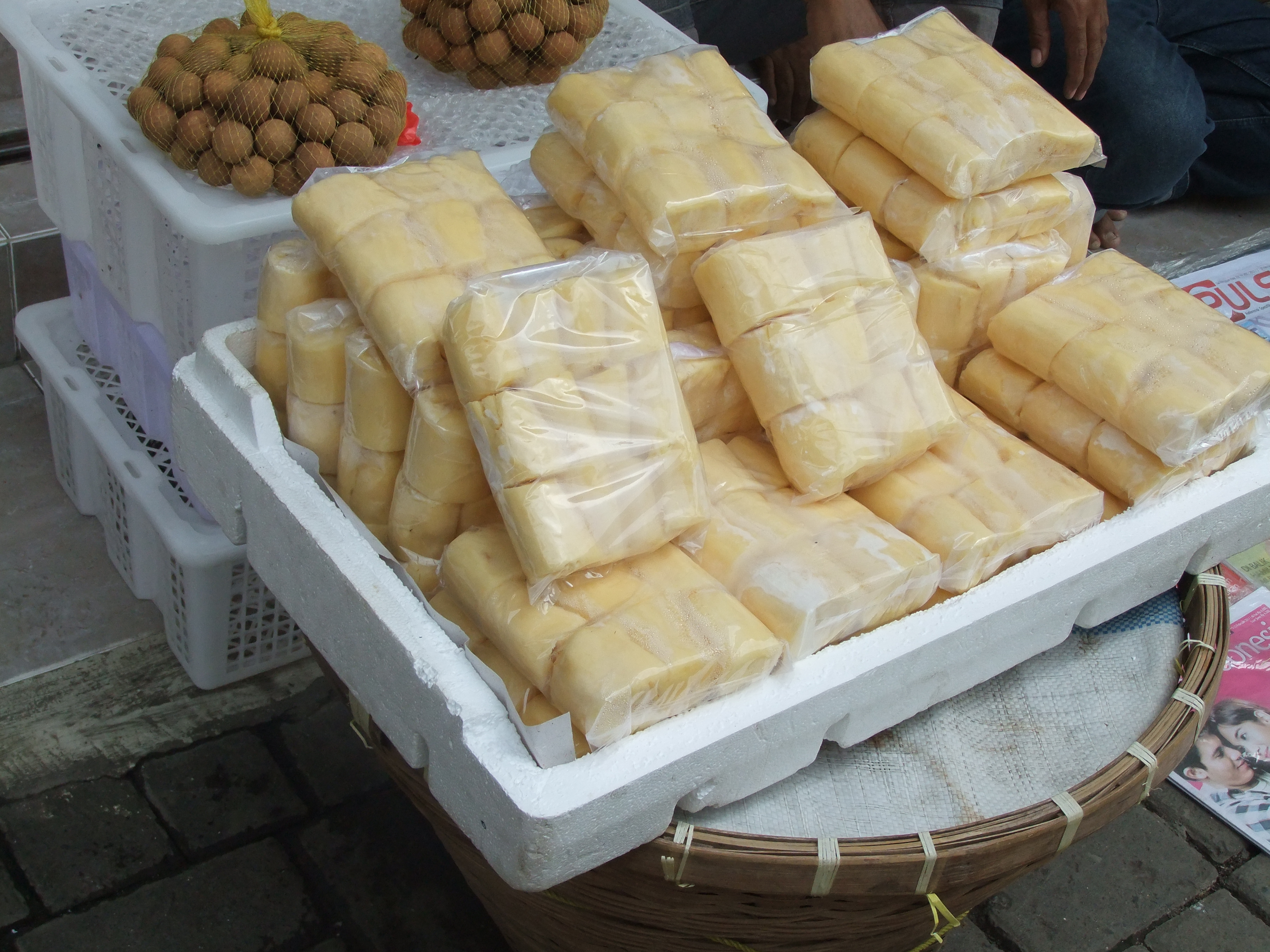
Tapai

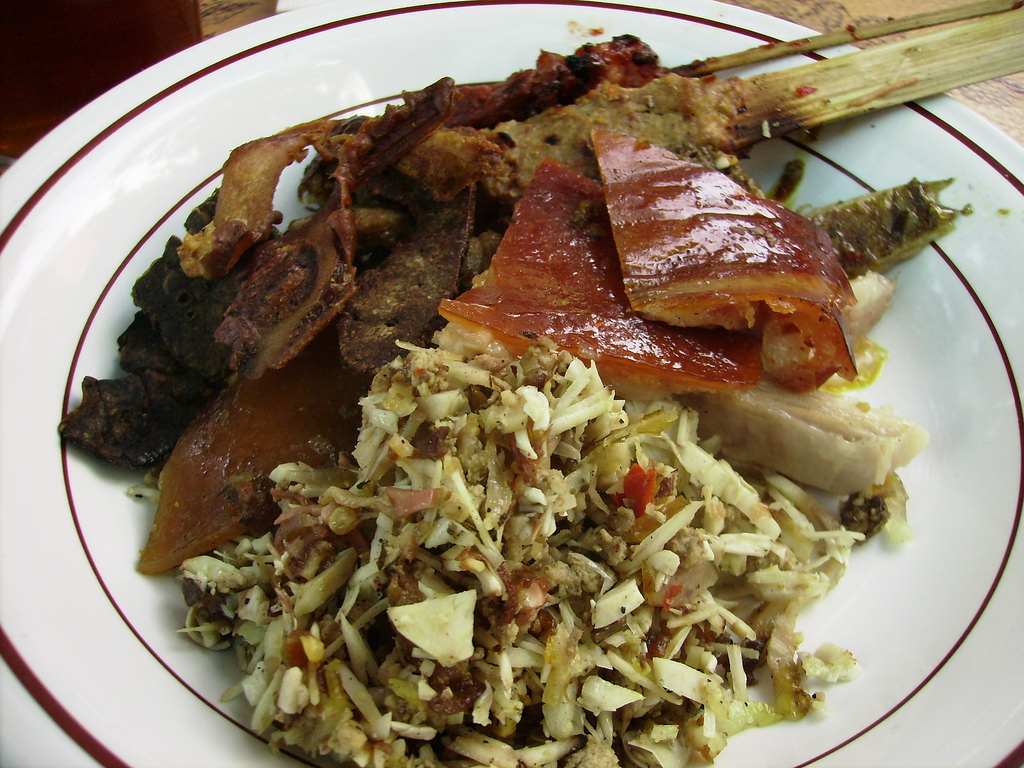
Lawar

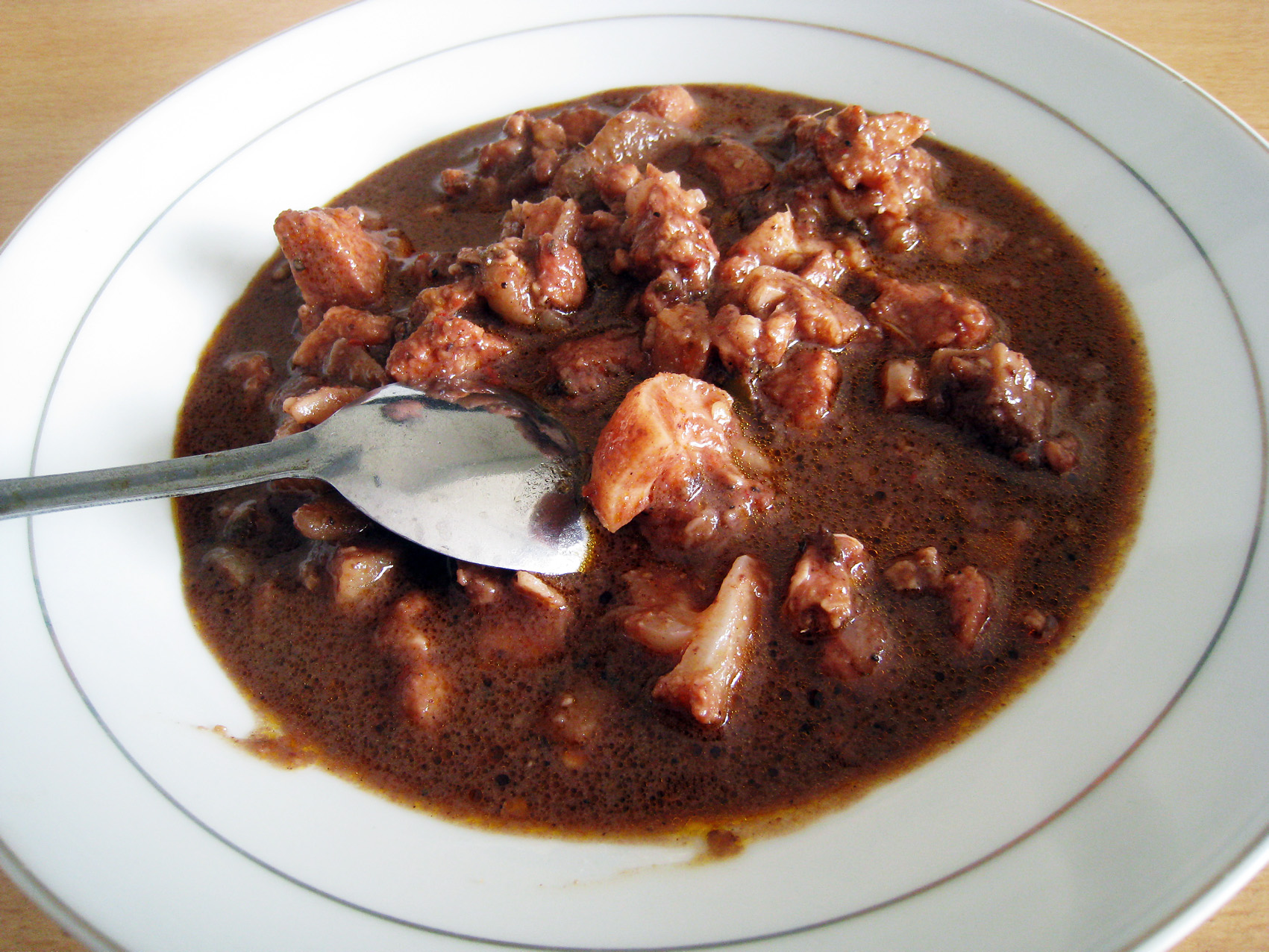
Saksang

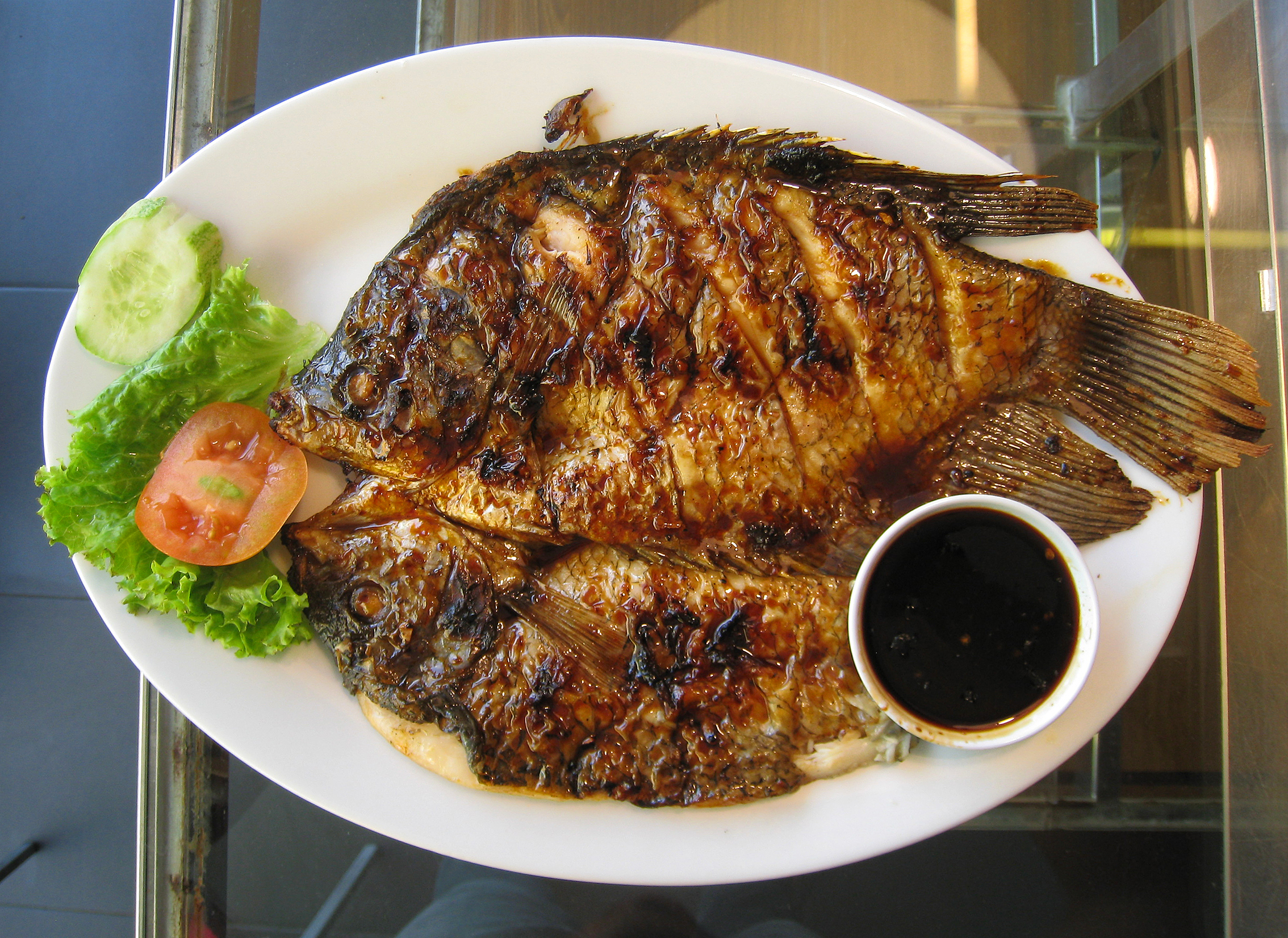
Ikan bakar

## Indonéská jídla
- Nasi uduk, jídlo z Jávy, rýže uvařená v páře na kokosovém mléce
- Sayur asem, sladkokyselá polévka z Jávy
- Asinan, salát, nejčastěji z nakládané zeleniny
- Ketoprak, jídlo z Jakarty, rýžové nudle s tofu a zeleninou
- Kerak telor, pálivá omeleta
- Karedok, sundánské jídlo, salát se zeleniny v arašídové omáčce
- Mie kocok, hovězí nudlová polévka, specialita města Bandung
- Tapai, alkoholická pasta z fermentované rýže
- Gudeg, pokrm z chlebovníku, pochází z města Yogyakarta
- Lalab, zeleninový salát s omáčkou sambal, pochází ze Západní Jávy
- Ayam goren, kuře fritované v kokosovém oleji
- Klepon, rýžové koláčky s palmovým cukrem
- Nasi liwet, rýžový pokrm vařený v kokosovém mléce, kuřecím vývaru s kořením, pochází ze Střední Jávy
- Serbai, palačinky z rýžové mouky s kokosovým mlékem a drceným kokosem, v Thajsku známé jako khanom khrok
- Pecel, javánský zeleninový salát s arašídovou omáčkou
- Botok, javánské jídlo z dužiny a mléka kokosu, často doplněné i dalšími ingrediencemi a zabalené v banánovém listu
- Opor ayam, kuře dušené v kokosovém mléce
- Pecel lele, fritovaný sumec, nejčastěji podávaný se sambalem
- Bakwan, smažená zelenina, podobná zeleninové tempuře
- Sup kambing, polévka z kozího nebo skopového masa s rajčaty, celerem a kořením
- Lawar, specialita Bali, pokrm z kuřecího (nebo vepřového) masa a krve s kokosem, česnekem a chilli
- Betutu, pokrm z kuřecího nebo kachního masa, silně kořeněný
- Gulai (kare), kari z Acehu
- Mie aceh, pálivé kari nudle z Ačehu
- Saksang, pokrm kmene Batak, kořeněný pokrm z vepřového nebo psího masa v omáčce z krve
- Nasi ulam, pařená rýže se zeleninou, kořeněná a s bylinkami
- Tempoyak, malajský fermentovaný pokrm z dužiny durianu
- Otak-otak, pokrm z mletého rybího masa s tapiokovým škrobem a kořením
- Pempek, pokrm z ryb a tapioky, specialita města Palembang na jižní Sumatře
- Tekwan, v podstatě polévka z pempeku
- Mie celor, nudlová polévka z kokosového mléka a krevetového vývaru, specialita města Palembang na jižní Sumatře
- Woku, pokrm z kuřecího masa nebo plodů moře s pálivou omáčkou
- Coto Makassar, makasarský pokrm z ostrova Celebes. Je to polévka z hovězího masa, vnitřností s drcenými arašídy a kořením
- Konro, polévka z hovězích žeber, buginský a makasarský pokrm z jižní Sulawesi
- Pallubasa, jihocelebeské makasarské jídlo z dušených vnitřností krávy nebo buvola
- Mie kering, jídlo Číňanů žijících v Indonésii, jedná se o nudle s kuřecím masem, krevatami, houbami, játry a olihní
- Ikan bakar, ryba (nebo plody moře) grilovaná na uhlí
- Sop sadura, hovězí nebo buvolí polévka, specialita města Makasar
- Ayam Taliwang, pálivé grilované kuře z ostrova Lombok
- Katemak, jídlo z provincie Východní Nusa Tenggara, polévka z hovězího masa vařeného s batáty, kukuřicí a se zelenou zeleninou (například s maniokem)

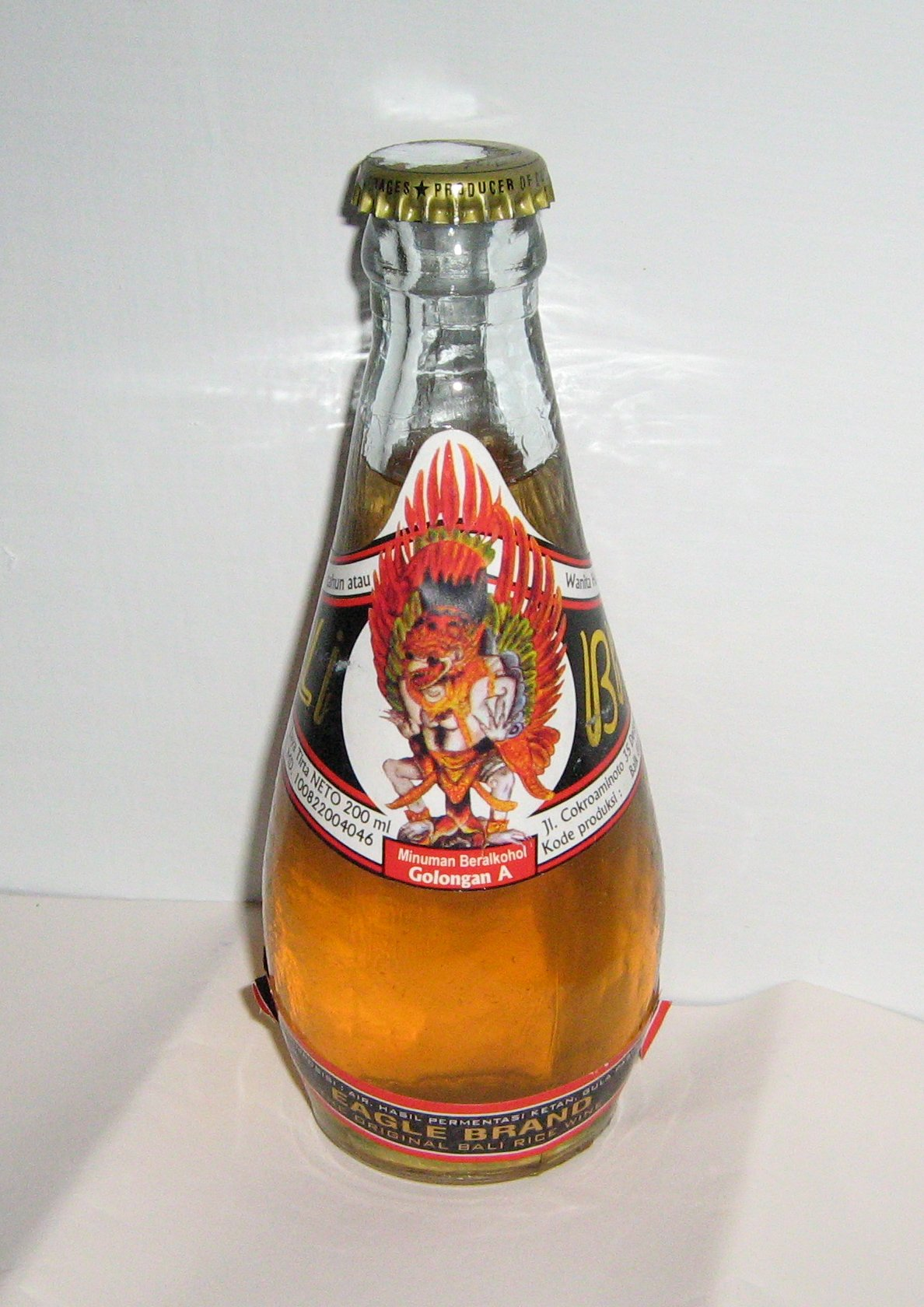
Brem bali (5% alkoholu)

### Nápoje
V Indonésii se pijí různé čaje (například teh botol ,sladký jasmínový čaj prodávaný v lahvích, nebo teh manis, slazený čaj, který se podává ve většině indonéských domácností), dále káva nebo džusy z místního ovoce, dají se zde ale sehnat i sladké limonády jako je coca-cola nebo fanta. Tradičním nápoji jsou i bajigur a bandrek, teplé kořeněné nápoje z kokosového mléka nebo kokosového cukru. Alkoholické nápoje nejsou příliš časté (z důvodů islámu), ale podle staročínských zdrojů se v Indonésii hojně pilo palmové víno zvané tuak, které dnes pije převážně kmen Batak. Mezi další indonéské alkoholické nápoje patří rýžové víno brem bali z ostrova Bali a palmové víno sopi z Moluk a Nusa Tenggary. Minahasové na severní Sulawesi zase pijí vysoce alkoholický nápoj cap tikus. V Indonésii jsou také pivovary, nejznámějšími jsou Bintang a Anker.